# Henning Stålhane
Henning Stålhane, född den 5 september 1872 i Pontonjärbataljonens församling i Stockholm, död den 19 april 1951, var en svensk officer och militär och historisk författare.
Stålhane blev underlöjtnant vid Jämtlands fältjägarregemente 1894, genomgick Krigshögskolan 1898–1900, och antogs 1901 som aspirant vid Generalstaben. Han befordrades till löjtnant 1904 och till kapten 1906, och tjänstgjorde bland annat vid topografiska avdelningen. I samband med unionskrisen 1905 organiserades i hemlighet en svensk militär underrättelsetjänst, och Stålhane svarade då för värva agenter i gränsområdena. Han gjorde även egna resor för att rekognoscera norska gränsbefästningar inklusive Kongsvinger. År 1906 vistades han i Finland och etablerade ett nät av agenter som hade som uppgift att följa utbyggnaden av järnvägsnätet och ryska trupprörelser.
Han tjänstgjorde vid III. arméfördelningens stab 1906–1909, var lärare vid den militära förvaltningskursen 1910–1913 och var 1911 vid det militära kartverket i Paris på svenskt uppdrag. Han befordrades till major i Generalstaben 1915 och efter en kort tid som vice verkställande direktör vid Avesta Jernverks AB 1917 blev han överstelöjtnant vid Norrbottens regemente 1918 och var samma år tillförordnad regementschef. Han befordrades till överste 1923 och var chef för Hälsinge regemente åren 1923–1932, varefter han övergick till reserven. Under tiden som regementschef blev han känd för att ha rivit ned ett porträtt av Hjalmar Branting på underbefälsmässen.
Stålhane skrev flera böcker, framför allt om aktuella militära frågeställningar, första världskriget och militärhistoria, men även om Gustav III och kulturhistoriska ämnen. Han var utpräglat tyskorienterad runt första världskriget och tiden därefter, men hade under andra världskriget, då han var militär medarbetare i Nya Dagligt Allehanda, en kylig inställning till Adolf Hitler och nazismen. Stålhane invaldes som ledamot av Kungliga Krigsvetenskapsakademien 1935. Han blev riddare av Vasaorden 1906 och Svärdsorden 1915, kommendör av andra klassen av sistnämnda orden 1926 och kommendör av första klassen 1929.
Stålhane var det tredje barnet till Hjalmar Stålhane och Bertha Carolina Schale.  Hans far och hans farfar Otto Mauritz Stålhane (1782–1859) var båda officerare (överstelöjtnant respektive kapten i flottan), och han var bror till Otto och Arvid Stålhane. Han är begravd i sin familjegrav på Norra begravningsplatsen utanför Stockholm.